# Антиформалистически райок
„Антиформалистически райок“ е кантата на руския композитор Дмитрий Шостакович.
Писана според различни източници между 1948 и 1968 година, тя представлява сатира, осмиваща „антиформалистическите“ кампании на тоталитарния комунистически режим в Съветския съюз в периода на Ждановщината. Съдържа цитати от речи на Андрей Жданов и Йосиф Сталин, както и от пропагандирани от властите песни като „Сулико“ и „Калинка“. Поради съдържанието си дълги години кантатата е изпълнявана в тесен кръг. Едва през 1989 година е оркестрирана от Борис Тишченко и е представена за пръв път пред публика на 12 януари във Вашингтон под диригентството на Мстислав Ростропович.